# Louis de Laminne
Louis François Joseph de Laminne (Luik, 22 april 1789 - 22 september 1858) was een Belgisch volksvertegenwoordiger.

## Levensloop
Laminne was een zoon van advocaat Remacle de Laminne en van Marie-Béatrice de Raick. Hij trouwde met Agnès de Bex. Hun twee zoons, Ernest (1821-1888) en Adolphe (1825-1908) verkregen respectievelijk in 1883 en 1884 opname in de erfelijke adel met de titel van ridder, overdraagbaar op alle mannelijke afstammelingen.
Hij was industrieel, uitbater van de aluinmijnen van Saint-Nicolas en van Rémont.
In 1830 werd hij gemeenteraadslid van Luik, tot in 1835.
In 1833 werd hij katholiek volksvertegenwoordiger voor het arrondissement Luik, in vervanging van Jean-Baptiste Kauffman, die verkozen was maar niet wenste te zetelen. Hij vervulde het mandaat tot in juni 1835.